# 守護神 (盆景)

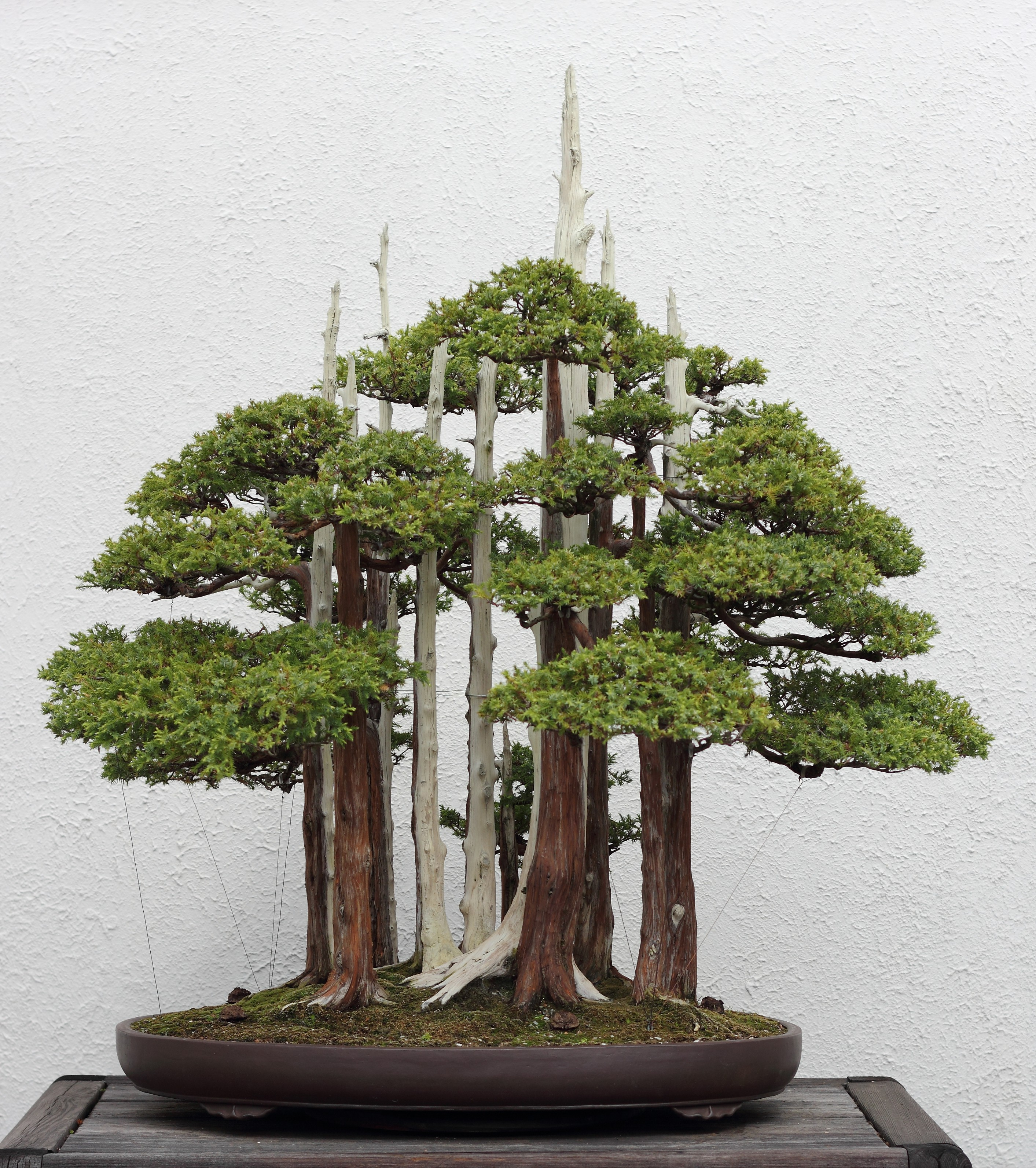
在美國國家植物園內展出的守護神

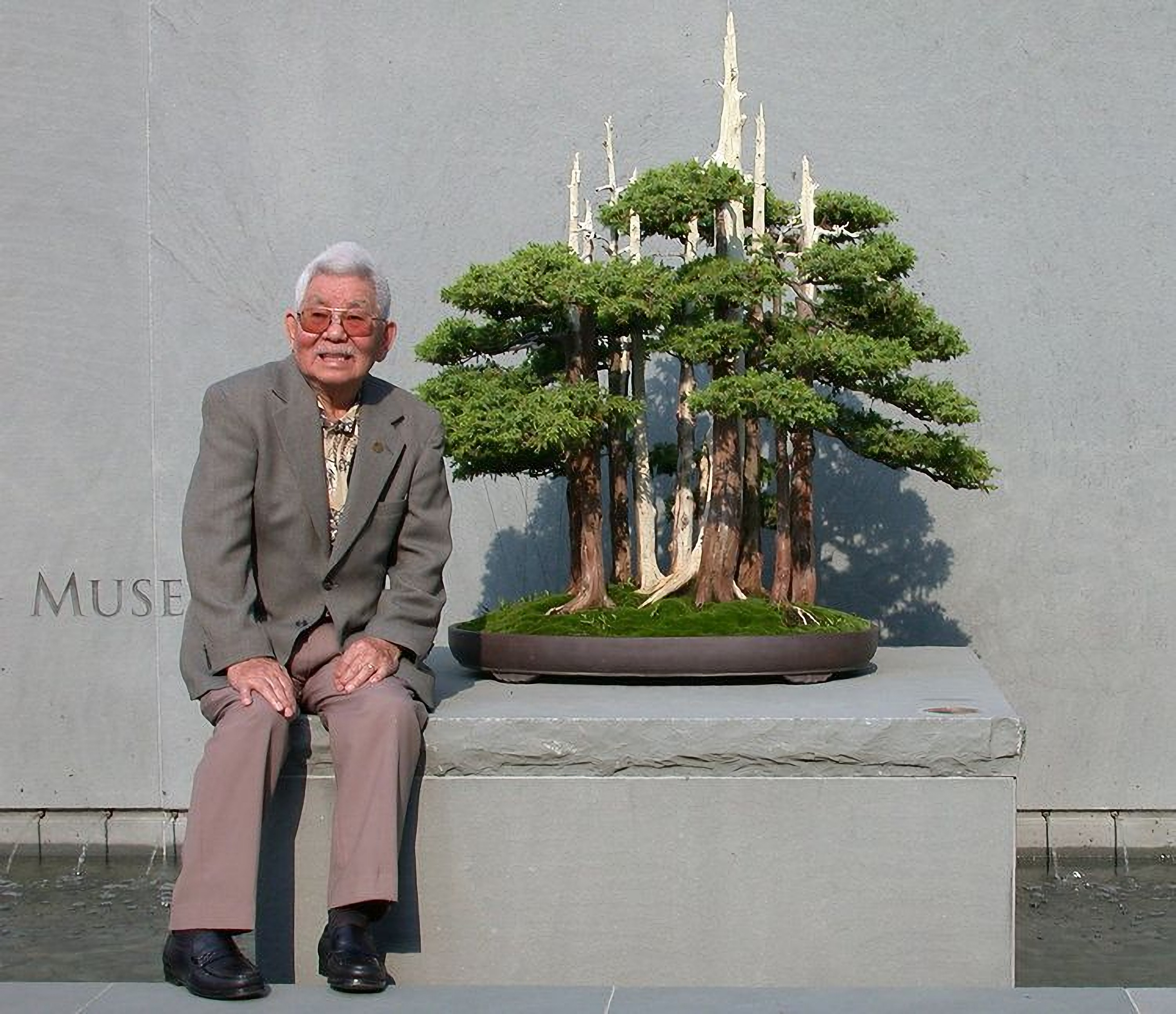
約翰·納卡與守護神的合照

守護神是由美國盆景師約翰·納卡創作的盆景作品，由11棵檜柏構成。自1948年起，納卡便開始培養這盆盆景，但初時盆栽內只有一棵檜柏。1984年，納卡把盆景贈予美國國立盆栽基金會，並在美國國家植物園內展出。直至2021年，盆景仍在植物園內展出。盆景內每棵獨立的樹木均代表著納卡的孫輩。

## 歷史
1948年，盆景師約翰·納卡開始創作盆景，他把兩棵高度相同的檜柏安插在一起，創造了「雙樹式」盆景。1953年，納卡在盆景課上進行示範，並把他自創的「正式挺直」風格應用在檜柏盆景上。後來，納卡得到一棵更高的檜柏，將它重新種植後再進行修剪定型。到了1960年，該棵檜柏已經縮小至能安放至盆景容器內的程度。
1964年，守護神盆景的森林構圖開始成形。受到鄰近日本神社的日本柳杉森林所啟發，納卡首先把此前所創作的三個盆景作品合而為一，合成為高1.2米（4英尺）的組合。後來，納卡再在盆景上增添三棵檜柏，製成以七棵樹為主的森林風格盆景。然而，盆景排水不佳導致其中一棵樹木枯死，許多用作替換樹木亦因同樣原因枯萎。經過檢查，納卡在樹木下方增設額外排水孔，排水情況得以改善。納卡當時有七個孫輩，故以七棵樹作為代表。盆景完成後，盆景師友人紛紛建議催促他為盆景命名。經深思熟慮，納卡把作品命名為「守護神」，意為「精神的保護者」，靈感源自啟發他創作森林盆景的柳杉林。到1973年，孫輩增至11人，納卡又增添四棵新樹。
1984年3月中，守護神亮相費城花卉展，約25萬人入場觀看。花展結束後，納卡把守護神贈予美國國立盆栽基金會（他在1976年時曾協助成立該會），並把作品放在位於華盛頓哥倫比亞特區的美國國家植物園國立盆栽和盆景博物館北美展館內作永久展示。納卡致信基金會，希望守護神能夠激勵他人，「激發下一代自豪地看待這種活生生的藝術」。自1984年以來，守護神多次登上著名盆景雜誌的封面，使盆栽的知名度急速攀升。
此後，納卡每年均會抽空返回特區打理盆景，更在1999年為盆景進行大規模修繕護養。1999年末至2000年，納卡先後製作兩個複製品，分別命名為「守護神Ⅱ」和「守護神Ⅲ」。2004年5月，納卡辭世，守護神的修繕工作由國立盆栽和盆景博物館前館長傑克·蘇斯蒂克（Jack Sustic）接棒。

## 外部連結
- 北美盆栽聯盟 - 守護神的歷史（英文）
- 鳳凰盆景協會 - 約翰·納卡之傳記（英文）